# Finetrading

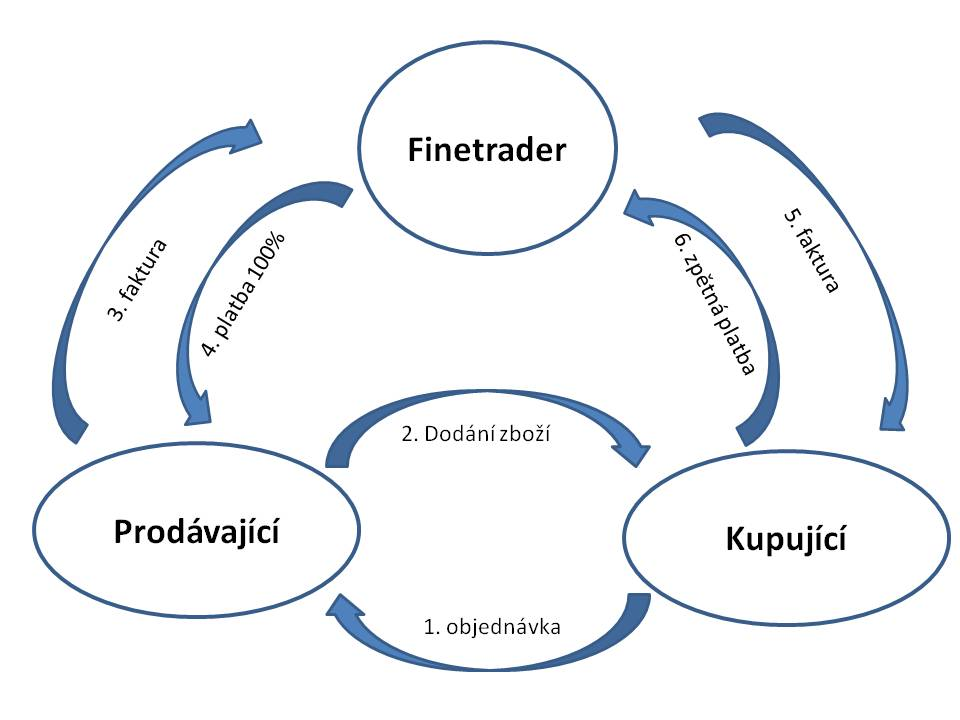
Finetrading: průběh obchodu

Finetrading je způsob, jak financovat oběžná aktiva bez zapojení banky. Finetradingová společnost, neboli finetrader, zde působí jako obchodní mezičlánek mezi dodavatelem a kupujícím a financuje domluvený nákup zboží. Finetrader po odeslání zboží kupujícímu vstupuje do obchodu a uhradí fakturu dodavatele. Současně finetrader vyměří kupující straně prodlouženou lhůtu splatnosti, např. 120 dnů. Dodavatel tak může okamžitě disponovat likvidními prostředky plynoucími z obchodu, zatímco odběratel, který využívá finetrading jako způsob financování, získá čas až do úplného zaplacení zboží. Za využívání finetradingu si finetrader účtuje individuální poplatky, tzv. prolongační poplatky, jejichž výše je závislá především na bonitě kupujícího a délce období, po které je kupující financován. Poplatky sestávají většinou z tzv. skonta a prolongačních poplatků, které jsou vypočítávány na denní bázi. Na období, v kterém obchod probíhá, uzavírá finetrader pojistnou smlouvu na krytí úvěrových rizik plynoucích z obchodu. Rozdíly od reverzního factoringu jsou uvedeny v části Srovnání s factoringem.

## Definice a vznik
Finetrading je služba, která umožňuje financování nákupu u společností, které potřebují pro svou výrobu zboží nebo suroviny. Poskytovatel služeb (finetrader) zde vystupuje jednak jako obchodní mezičlánek, neboť zboží na pokyn kupujícího nabývá, a jednak jako financující instituce, neboť obchod předfinancovává až do úplného zaplacení kupujícím. Předmětem financování je většinou movitý majetek, který je bilančně aktivován pouze po krátkou dobu, tedy oběžný majetek jakým je zboží, suroviny nebo hotové či nehotové výrobky. Finetrading je nově vytvořený výraz, jehož základ lze spatřovat v anglických slovech "finance" a "trade". Gerundium zakončené koncovkou -ing zde zdůrazňuje trvající aktivitu mezi smluvními partnery, tedy "obchodování". Finetrader vstupuje jako třetí strana do existujícího obchodního vztahu (dodavatel - odběratel) a umožňuje svým působením realizaci určitých obchodů.

## Průběh obchodu
Poté, co se kupující a prodávající dohodnou na zapojení finetradera do nákupního procesu, bude uzavřena rámcová smlouva mezi oběma partnery. Finetrader přezkoumá podklady týkající se bonity odběratele a uzavře většinou na své náklady smlouvu o pojištění příslušných rizik. Následně může začít proces vlastního finetradingu (viz obrázek), který může být u různých poskytovatelů finetradingu různý. Většinou je proces následovný:
1. Kupující vyjedná se svým dodavatelem podmínky obchodu, odsouhlasí vše s finetraderem a zboží objedná
2. Dodavatel dodá zboží přímo odběrateli
3. Dodavatel vystaví finetradingové společnosti fakturu
4. Finetrader zaplatí fakturu během dohodnutého období
5. Finetrader vystaví fakturu kupujícímu, jejíž lhůta splatnosti je 120 dní
6. Odběratel fakturu uhradí během této lhůty

## Možnosti využití
Vzhledem k pravidlům Basel II u nd Basel III je přístup k úvěrovému financování pro společnosti stále obtížnější. Proto nabývají u firem střední velikosti na významu alternativní, tedy mimobankovní způsoby financování. Zpravidla je možné financovat finetradingem nákupy, pokud roční objem nakupovaného zboží přesáhne 100.000 EUR; větší úvěrové rámce se pohybují většinou v řádech několika milionů EUR. Finetrading je tak vhodný pro širokou škálu společností střední velikosti. Je běžné, že nákupní úvěrové rámce jsou využívané během roku opakovaně, po zaplacení dlužné částky je tak úvěrová linka opět využitelná. Instrument je využíván především tam, kde může společnosti přinést flexibilitu během hospodářského cyklu: 
- Společnosti podléhající sezónním výkyvům mohou využít finetradingu, aby co nejlépe využili období vysoké poptávky. Potřebné množství zásob může být objednané, aniž by byl nadměrně vázán vlastní kapitál.
- Suroviny, které podléhají vysokým cenovým výkyvům, mohou být pomocí finetradingu nakupované do zásoby v období, kdy jsou nejlevnější, přičemž platby mohou probíhat v jiném období nebo mohou být rozloženy během roku.
- Společnosti nacházející se ve stádiu rychlého růstu mají zvýšenou potřebu likvidity. Mohou tak být přímo předfinancovány krátkodobé zakázky.
- Společnosti, které za účelem dlouhodobého financování mají svůj majetek zastaven u bank, mohou pomocí finetradingu získat dodatečné úvěrové rámce, aniž by musely poskytnout další zástavy.
- Společnosti, u kterých dodavatel nedokáže docílit dostatečného pojistného krytí úvěrových rizik, mohou pomocí finetradingu zvýšit objem objednávaného zboží.

## Výhody a nevýhody finetradingu

### Výhody
- Okamžitá likvidita
- Prodloužené lhůty splatnosti
- Eliminace rizika výpadku platby pro dodavatele
- Zlepšení podnikohospodářských ukazatelů /cash-flow/bonita/rating
- Odlehčení úvěrových linek a zástav u bank

### Nevýhody
- Náklady implementace (např. zapojení do vnitřních IT systémů, atd.)
- Vyšší náklady ve srovnání s dlouhodobými úvěry
- Omezené objemy financování

## Náklady finetradingu
Za využívání finetradingu jsou účtované poplatky, jejichž výše je individuální a může se lišit u různých poskytovatelů. Jejich výše záleží především na druhu zboží, ročnímu objemu nákupů, četnosti nákupů, bonitě společnosti a celkové době využití. Většinou poskytovatelé finetradingu neúčtují úroky, jak je tomu běžné u bank, nýbrž poplatky, které tak představují vedlejší uznatelné náklady. Jako jednorázový poplatek je účtován zřizovací poplatek. Tím je zajištěno, že kupující bude celoročně disponovat nákupním úvěrovým rámcem. Průběžně jsou pak účtovány prolongační poplatky, jejichž výše závisí na tom, jak dlouho bude kupující strana potřebovat na zaplacení finetradingové společnosti. V typickém případě je výše poplatků rozdělena dle denních a měsíčních cyklů a stoupá s celkovou délkou období, po které je finetrading využíván. 

## Srovnání s alternativními způsoby financování

### Obecné srovnání
Finetrading je nový způsob financování ve srovnání s etablovanými alternativami jakými jsou například factoring, leasing nebo mezaninové financování. Finetrading financuje nákup jako takový.

### Srovnání s factoringem
Ve srovnání s factoringem jde finetrading o jeden krok dále. Nedochází zde k prodeji pohledávek, které při obchodě vznikají, nýbrž finetradingová společnost přebírá přímo financování nákupu jako takového.
| Rozdíly            | Rozdíly                      | Finetrading                                                | Factoring                                        |
| ------------------ | ---------------------------- | ---------------------------------------------------------- | ------------------------------------------------ |
| Strukturální       | Podstata                     | Předfinancování oběžného majetku                           | Nákup pohledávek                                 |
| Strukturální       | Minimální objem              | od 100.000 EUR                                             | teoreticky žádná dolní hranice                   |
| Strukturální       | Lhůta splatnosti pohledávek  | max. 180 dní u zboží a 365 dní u investičních celků        | max. 90 dní                                      |
| Strukturální       | Doba přípravy                | 2 – 4 týdny                                                | 4 měsíce                                         |
| Strukturální       | Míra využitelnosti           | flexibilní, podnikové rozhodnutí pro každý obchod (1-100%) | předem definovaný objem (100%)                   |
| Podnikohospodářské | Bilanční vliv                | Optimalizace podnikohospodářských ukazatelů klienta        | Zlepšení poměrových ukazatelů vlastního kapitálu |
| Podnikohospodářské | Ø financovatelný poměr       | 100%                                                       | 80 – 90%                                         |
| Podnikohospodářské | Ochrana před rizikem výpadku | 100%                                                       | 100%                                             |
| Podnikohospodářské | Ø Nákladovost                | individuální, mezi 0,5% až 1,7% /měsíc                     | 4 – 20% p.a.                                     |

### Srovnání s reverzním factoringem
Finetrading je často zaměňován s reverzním factoringem. Obě alternativní formy financování se ovšem odlišují jak po strukturální, podnikohospodářské, tak právní stránce, jak ukazuje následující tabulka. 
| Rozdíly            | Rozdíly            | Finetrading | Reverzní factoring                                                                                    |
| ------------------ | ------------------ | --- | --- |
| Strukturální       | Uživatel           | Odběratel je uživatel | Dodavatel je uživatel                                                                                 |
| Strukturální       | Implementace       | Rychlá implementace, neboť není nutná prověrka bonity dodavatele                                                                | Dlouhá implementace, neboť je nutná prověrka bonity každého dodavatele                                |
| Strukturální       | Flexibilita        | Ano, neboť limit může být využíván pro různé dodavatele; existuje volba, jestli bude jednotlivý obchod financován finetradingem | Ne, neboť celkový limit je předem rozdělen na dodavatele, požadavek vypořádání obchodů v rámci limitu |
| Podnikohospodářské | Financované období | Max. 120 dní, možnost splatnosti denně                                                                                          | Max. 180 dní, pevná lhůta splatnosti                                                                  |
| Podnikohospodářské | Objem              | Již malé nákupní objemy jsou možné (od 100.000 EUR), spíše pro malé a střední firmy                                             | Vyšší nákupní objemy (od 10 Mil. EUR), orientace spíše na větší klienty                               |
| Podnikohospodářské | Náklady            | Zpravidla náklady na kapitál vyšší                                                                                              | Zpravidla příznivé, ca. 1-3 % nad Euriborem                                                           |
| Právní             | Smlouva            | 1 smlouva: rámcová smlouva mezi finetraderem a odběratelem                                                                      | 2 smlouvy: faktoringová smlouva s dodavatelem faktoringová smlouva s odběratelem                      |
| Právní             | Vlastnictví        | Finetrader nabývá zboží do svého vlastnictví                                                                                    | Factor nabývá pohledávku                                                                              |
| Právní             | Bankovní dozor     | Ne, obchodní vztah | Ano, bankovní obchod                                                                                  |